# Listă de sculptori estonieni
Aceasta este o listă de sculptori estonieni.

## A
- Amandus Adamson (1855-1929)

## K
- Mati Karmin (1959)
- Jaan Koort (1883-1935)

## O
- Ülo Õun (1940-1988)

## S
- Ferdi Sannamees (1895-1963)
- Anton Starkopf (1889-1966)